# Sceloporus consobrinus
Sceloporus consobrinus là một loài thằn lằn trong họ Phrynosomatidae. Loài này được Baird & Girard mô tả khoa học đầu tiên năm 1853.